# Talent (aptitude)
Pour les articles homonymes, voir Talent.
Un talent est la capacité d'un individu à exceller dans une activité particulière.

## Histoire
Ce mot provient de la parabole des talents, dans l'Évangile biblique : un homme part en voyage et confie ses biens à ses serviteurs selon leurs capacités. Ceux qui ont reçu cinq et deux talents les font fructifier et les rendent à leur maître à son retour de voyage avec les bénéfices. Le maître remercie ces serviteurs bons et fidèles. Celui qui avait reçu un talent l'enterre et le rend à son maître. Le maître lui reproche de ne pas avoir fait fructifier son talent. Par métonymie, le mot talent a pris le sens de capacité.
Les talents  ont été en général valorisés dans l'histoire de la civilisation occidentale, issue du christianisme. Saint Jean Chrysostome en faisait l'apologie dans l'une de ses homélies. 
Néanmoins, au XIXe siècle, le philosophe athée Claude-Henri de Rouvroy de Saint-Simon reproche au clergé de son époque d'avoir abandonné la valorisation des talents pour celle de la naissance. Il fait remonter cette transformation à la fin du XIVe siècle, lorsque le clergé commence selon lui à placer l'« aristocratie de naissance » au-dessus de l'« aristocratie de talents ».

## Contexte
L’Église catholique — reprenant des idées qui étaient dans le Socrate de Xenophon — enseigne dans sa doctrine sociale que, « à la lumière de la Révélation, l'activité économique doit être considérée et accomplie comme une réponse reconnaissante à la vocation que Dieu réserve à chaque homme. Celui-ci est placé dans le jardin pour le cultiver et le garder, en en usant selon des limites bien précises (Gn 2, 16-17) dans l'engagement à le perfectionner (Gn 1, 26-30 ; 2, 15-16 ; Sg 9, 2-3) [...]. Une bonne administration des dons reçus, notamment des dons matériels, est une œuvre de justice envers soi-même et envers les autres hommes : ce que l'on reçoit doit être bien utilisé, conservé, fructifié, comme l'enseigne la parabole des talents (Mt 25, 14-30 ; Lc 19, 12-27) ».
Le pape Benoît XVI a rappelé que « l'évangile a pesé sur le plan historico-social, promouvant dans les populations chrétiennes une mentalité active et entreprenante ». En citant en particulier la parabole des talents, il a souligné que le talent se réfère à un « esprit de responsabilité avec lequel nous devons accueillir le Royaume de Dieu : responsabilité envers Dieu et envers l'humanité. La mauvaise attitude est celle de la peur (...). Ceci arrive, par exemple, à celui qui, ayant reçu le baptême, la communion, la confirmation, enterre ensuite ces dons sous une couverture de préjugés, sous une fausse image de Dieu qui paralyse la foi et les œuvres, de façon à trahir les attentes du Seigneur ».